# منصوره اتابکی
منصوره اتابکی متخلص به زهره یکی از شاعران زن معاصر و نوازندهٔ سه‌تار (زادهٔ ۱۲۹۸ هجری خورشیدی در تهران-درگذشت: مرداد ۱۳۶۳) اهل کشور ایران بود.وی از ۱۴ سالگی به سرودن شعر می‌پرداخت. از سال ۱۳۳۰ مجله ای به نام زهره نیز منتشر می‌کرد که دو شماره از آن بیشتر چاپ نشد.

## زندگی شخصی
منصوره اتابکی در کودکی پدر خود را از دست داد و تنها تحت سرپرستی مادرش قرار داشت. او نزد احمد عبادی ستار را آموخت. منصوره اتابکی تحصیلات خود را در رشتهٔ بانکداری به اتمام رساند و در بانک ملی ایران کار می‌کرد.
اشعار وی از جمله شعر تنها تویی او توسط خوانندگان مشهور ایران همچون هایده ، غلامحسین بنان و اکبر گلپایگانی خوانده شده‌است.همچنین این شعر توسط احمد ظاهر خوانندهٔ اهل کشور افغانستان نیز خوانده شده‌است.
او در سال ۱۳۲۱ با حسنعلی شقاقی ازدواج کرد؛ ثمرۀ این ازدواج پسری به‌نام علی بود که در سال ۱۳۲۳ متولد شد، علی رئیس شقاقی از عکاسان بنام ایران مخصوصا در حوزه عکاسی صنعتی بود و در ۱۰ اسفند ۱۴۰۳ چشم از جهان فروبست.